# Herrarnas 1 500 meter frisim vid världsmästerskapen i kortbanesimning 2024
Herrarnas 1 500 meter frisim vid världsmästerskapen i kortbanesimning 2024 avgjordes den 10 december 2024 i Donau Arena i Budapest i Ungern.
Guldet togs av tunisiske Ahmed Jaouadi efter ett lopp på 14 minuter och 16,40 sekunder. Silvret togs av tyske Florian Wellbrock och bronset togs av turkiske Kuzey Tunçelli.

## Rekord
Inför tävlingens start fanns följande världs- och mästerskapsrekord:
|                   | Namn              | Nation   | Tid      | Ort                              | Datum            |
| ----------------- | ----------------- | -------- | -------- | -------------------------------- | ---------------- |
| Världsrekord      | Florian Wellbrock | Tyskland | 14.06,88 | Abu Dhabi, Förenade arabemiraten | 21 december 2021 |
| Mästerskapsrekord | Florian Wellbrock | Tyskland | 14.06,88 | Abu Dhabi, Förenade arabemiraten | 21 december 2021 |

## Resultat
De långsammare heaten startade klockan 11:45 och det snabbare heatet startade klockan 18:50.
| Placering | Heat | Bana | Namn                    | Nationalitet       | Tid      | Noteringar |
| --------- | ---- | ---- | ----------------------- | ------------------ | -------- | ---------- |
| 1         | 3    | 5    | Ahmed Jaouadi           | Tunisien           | 14.16,40 |            |
| 2         | 2    | 5    | Florian Wellbrock       | Tyskland           | 14.17,27 |            |
| 3         | 3    | 1    | Kuzey Tunçelli          | Turkiet            | 14.20,64 | 0VRJ0      |
| 4         | 3    | 6    | Damien Joly             | Frankrike          | 14.22,12 |            |
| 5         | 2    | 6    | Sven Schwarz            | Tyskland           | 14.22,29 |            |
| 6         | 2    | 2    | Luca De Tullio          | Italien            | 14.28,44 |            |
| 7         | 3    | 3    | Kirill Martynytjev      | Neutral Athletes B | 14.28,56 |            |
| 8         | 3    | 4    | Zalán Sárkány           | Ungern             | 14.32,10 |            |
| 9         | 3    | 8    | Nathan Wiffen           | Irland             | 14.32,65 |            |
| 10        | 3    | 2    | Victor Johansson        | Sverige            | 14.34,27 |            |
| 11        | 2    | 8    | Daniel Matheson         | USA                | 14.37,56 |            |
| 12        | 2    | 3    | Andrei-Theodor Proca    | Rumänien           | 14.39,42 |            |
| 13        | 2    | 4    | Charlie Clark           | USA                | 14.41,61 |            |
| 14        | 3    | 7    | Kazushi Imafuku         | Japan              | 14.48,01 |            |
| 15        | 2    | 1    | Kris Mihaylov           | Sydafrika          | 14.52,53 |            |
| 16        | 2    | 9    | Timothe Barbeau         | Kanada             | 15.02,76 |            |
| 17        | 2    | 7    | Shengxin Chen           | Kina               | 15.04,43 |            |
| 18        | 1    | 7    | Mark Iltsisin           | Estland            | 15.06,05 |            |
| 19        | 2    | 0    | Muhd Dhuha Bin Zulfikry | Malaysia           | 15.14,66 |            |
| 20        | 1    | 1    | Kevin Teixeira          | Andorra            | 15.19,02 |            |
| 21        | 1    | 2    | Diego Dulieu            | Honduras           | 15.20,52 |            |
| 22        | 1    | 6    | Larn Hamblyn-Ough       | Nya Zeeland        | 15.20,84 |            |
| 23        | 1    | 5    | Marin Mogic             | Kroatien           | 15.25,18 |            |
| 24        | 1    | 4    | Pen-Han Hung            | Taiwan             | 15.31,46 |            |
| 25        | 1    | 8    | Timothy Tek-Sing Leberl | Mauritius          | 15.55,08 |            |
| 26        | 1    | 3    | Shing Ip He             | Hongkong           | 16.12,57 |            |